# Constanza Portnoy
Constanza Portnoy (sinh năm 1980) là một nhiếp ảnh gia và phóng viên ảnh người Argentina, người đã giành được một số giải thưởng quốc tế. Cô được chọn là Nhiếp ảnh gia của năm 2017 bởi Tokyo International Foto Awards, là người đoạt giải năm 2018 của Hiệp hội Nhiếp ảnh Phụ nữ Quốc tế có trụ sở tại Pháp, và vào tháng 8 năm 2018 là người chiến thắng của Beca Giải thưởng Oxfam FNPI dành cho báo chí về bất bình đẳng giới.

## Tiểu sử
Sinh ra ở Buenos Aires vào những năm 1980, Portnoy học ngành tâm lý học tại Đại học Buenos Aires, tốt nghiệp khi cô 23 tuổi. Khi làm việc với trẻ em và người già bị khuyết tật, cô nhận ra những vấn đề xuất phát từ việc thiếu kết nối gia đình và sự thất bại của chính sách y tế và luật khuyết tật. Cô phát hiện ra rằng bằng cách chụp ảnh, cô có thể nói lên sự đau khổ của họ và đấu tranh để cải thiện. Chuyên môn của cô trong nghệ thuật là tự phát triển mà không cần đào tạo chính thức. Sau đó, cô tham gia vào nhiếp ảnh để làm cơ sở cho nghiên cứu tài liệu, kết hợp tâm lý học với nhiếp ảnh.
Loạt ảnh của cô có tựa đề Fuerza de la vida (Life Force) bao gồm Jorge, nạn nhân của điều trị thalidomide, cùng với vợ của anh, Vera, và một cô con gái năm tuổi, cả hai đều gặp trở ngại về thể chất. Cặp đôi đã yêu nhau 8 năm trước và quyết định kết hôn. Trước cái lạnh, khí hậu bên ngoài không nhạy cảm với khuyết tật của họ, cô phát hiện ra một bầu không khí bên trong thân thiện hơn mở ra cho các mối quan hệ tôn vinh cuộc sống.
Cô đã tham gia nhiều triển lãm cả ở Argentina và nước ngoài.